# Palpimanus armatus
Palpimanus armatus är en spindelart som beskrevs av Pocock 1898. Palpimanus armatus ingår i släktet Palpimanus och familjen Palpimanidae. Inga underarter finns listade i Catalogue of Life.